# Cabinet fantôme de Margaret Thatcher
Heath Callaghan
Margaret Thatcher est devenue la première femme Leader du Parti conservateur et Leader de l'opposition après avoir remporté l'élection à la direction du parti de 1975, la première élection des conservateurs où le poste n'était pas vacant. Un changement de règle pour permettre l'élection a été largement motivé par le mécontentement du leader sortant, Edward Heath, qui avait perdu trois des quatre élections générales à la tête du parti, dont deux en 1974. Après avoir annoncé son premier cabinet fantôme en février 1975, elle l'a remanié deux fois. : en janvier et novembre 1976. Des modifications ultérieures mineures ont été nécessaires pour répondre à diverses circonstances. Le cabinet fantôme de Thatcher a cessé d'exister lorsqu'elle est devenue Premier ministre à la suite des élections générales de 1979.

## Shadow Cabinet list
| Portfolio                                                                                   | Shadow Minister           | Mandat      |
| ------------------------------------------------------------------------------------------- | ------------------------- | ----------- |
| Leader de la très loyale opposition de Sa Majesté Leader du Parti conservateur              | Margaret Thatcher         | 1975–1979   |
| Leader adjoint de l'opposition                                                              | William Whitelaw          | 1975–1979   |
| Ministre de l'ombre responsable de la Dévolution                                            | William Whitelaw          | 1975–1976   |
| Ministre de l'ombre responsable de la Dévolution                                            | Francis Pym               | 1976–?      |
| Ministre fantôme chargé de l'élaboration des politiques et de la recherche                  | Keith Joseph              | 1975–1979   |
| Ministre de l'ombre sans portefeuille                                                       | Hailsham de St Marylebone | 1975–1979   |
| Secrétaire d'État aux Affaires étrangères et du Commonwealth du cabinet fantôme             | Reginald Maudling         | 1975–1976   |
| Secrétaire d'État aux Affaires étrangères et du Commonwealth du cabinet fantôme             | John Davies               | 1976–1978   |
| Secrétaire d'État aux Affaires étrangères et du Commonwealth du cabinet fantôme             | Francis Pym               | 1978–1979   |
| Chancelier de l'Échiquier du cabinet fantôme                                                | Geoffrey Howe             | 1975–1979   |
| Secrétaire d'État à l'Intérieur du cabinet fantôme                                          | Ian Gilmour               | 1975–1976   |
| Secrétaire d'État à l'Intérieur du cabinet fantôme                                          | William Whitelaw          | 1976–1979   |
| Leader de l'Opposition à la Chambre des lords                                               | Peter Carington           | 1975–1979   |
| Secrétaire d'État à l'emploi du cabinet fantôme                                             | James Prior               | 1975–1979   |
| Ministre de l'Agriculture, de la Pêche et de l'Alimentation du cabinet fantôme              | Francis Pym               | 1975 & 1976 |
| Ministre de l'Agriculture, de la Pêche et de l'Alimentation du cabinet fantôme              | Michael Jopling           | 1975–1976   |
| Ministre de l'Agriculture, de la Pêche et de l'Alimentation du cabinet fantôme              | John Peyton               | 1976–1979   |
| Secrétaire d'État à l'Énergie du cabinet fantôme                                            | Patrick Jenkin            | 1975–1976   |
| Secrétaire d'État à l'Énergie du cabinet fantôme                                            | John Biffen               | 1976        |
| Secrétaire d'État à l'Énergie du cabinet fantôme                                            | Tom King                  | 1976–1979   |
| Leader fantôme de la Chambre des communes                                                   | John Peyton               | 1975–1976   |
| Leader fantôme de la Chambre des communes                                                   | Francis Pym               | 1976–1978   |
| Leader fantôme de la Chambre des communes                                                   | Norman St John-Stevas     | 1978–1979   |
| Secrétaires d'État de l'Éducation et de la Science du cabinet fantôme                       | Norman St John-Stevas     | 1975–1978   |
| Secrétaires d'État de l'Éducation et de la Science du cabinet fantôme                       | Mark Carlisle             | 1978–1979   |
| Ministre des Arts du cabinet fantôme                                                        | Norman St John-Stevas     | 1975–1979   |
| Secrétaire d'État pour l'Industrie du cabinet fantôme                                       | Michael Heseltine         | 1975–1976   |
| Secrétaire d'État pour l'Industrie du cabinet fantôme                                       | John Biffen               | 1976–1979   |
| Secrétaire d'État à l'Environnement du cabinet fantôme                                      | Timothy Raison            | 1975–1976   |
| Secrétaire d'État à l'Environnement du cabinet fantôme                                      | Michael Heseltine         | 1976–1979   |
| Secrétaire d'État pour l'Écosse du cabinet fantôme                                          | Alick Buchanan-Smith      | 1975–1976   |
| Secrétaire d'État pour l'Écosse du cabinet fantôme                                          | Teddy Taylor              | 1976–1979   |
| Secrétaire d'État pour le Pays de Galles du cabinet fantôme                                 | Nicholas Edwards          | 1975–1979   |
| Secrétaire d'État pour l'Irlande du Nord du cabinet fantôme                                 | Airey Neave               | 1975–1979   |
| Secrétaire d'État à la Défense du cabinet fantôme                                           | George Younger            | 1975–1976   |
| Secrétaire d'État à la Défense du cabinet fantôme                                           | Ian Gilmour               | 1976–1979   |
| Secrétaire d'État à la santé et aux services sociaux du cabinet fantôme                     | Norman Fowler             | 1975–1976   |
| Secrétaire d'État à la santé et aux services sociaux du cabinet fantôme                     | Patrick Jenkin            | 1976–1979   |
| Secrétaire d'État chargée des prix et de la protection des consommateurs du cabinet fantôme | Sally Oppenheim           | 1975–1979   |
| Whip en chef de la chambre des communes du cabinet fantôme                                  | Humphrey Atkins           | 1975–1979   |
| Whip en chef de la chambre des lords du cabinet fantôme                                     | Lord St Aldwyn            | 1975–1978   |
| Whip en chef de la chambre des lords du cabinet fantôme                                     | Lord Denham               | 1978–1979   |
| Procureur général du cabinet fantôme                                                        | Michael Havers            | 1975–1979   |

## Composition initiale
Thatcher a annoncé son premier cabinet fantôme le 18 février 1975.
- Margaret Thatcher – Leader de la très loyale opposition de Sa Majesté et Leader du Parti conservateur
- William Whitelaw – Leader adjoint de l'opposition et Ministre de l'ombre responsable de la Dévolution
- Keith Joseph – Ministre de l'ombre chargé de l'élaboration des politiques et de la recherche
- Quintin Hogg (baron Hailsham de St Marylebone) – Ministre sans portefeuille du cabinet fantôme
- Reginald Maudling – Secrétaire d'État aux Affaires étrangères et du Commonwealth du cabinet fantôme
- Geoffrey Howe – Chancelier de l'Échiquier du cabinet fantôme
- Ian Gilmour – Secrétaire d'État à l'Intérieur du cabinet fantôme
- Peter Carington – Leader de l'Opposition à la Chambre des lords
- James Prior – Secrétaire d'État à l'emploi du cabinet fantôme
- Francis Pym – Ministre de l'Agriculture, de la Pêche et de l'Alimentation du cabinet fantôme
- Patrick Jenkin – Secrétaire d'État à l'Énergie du cabinet fantôme
- John Peyton – Leader fantôme de la Chambre des communes
- Norman St John-Stevas – Secrétaire d'État de l'Éducation et de la Science du cabinet fantôme et Ministre des Arts du cabinet fantôme
- Michael Heseltine – Secrétaire d'État à l'Énergie du cabinet fantôme
- Timothy Raison – Secrétaire d'État à l'Environnement du cabinet fantôme
- Alick Buchanan-Smith – Secrétaire d'État pour l'Écosse du cabinet fantôme
- Nicholas Edwards – Secrétaire d'État pour le Pays de Galles du cabinet fantôme
- Airey Neave – Secrétaire d'État pour l'Irlande du Nord du cabinet fantôme
- George Younger – Secrétaire d'État à la Défense du cabinet fantôme
- Norman Fowler – Secrétaire d'État à la santé et aux services sociaux du cabinet fantôme
- Sally Oppenheim – Secrétaire d'État chargée des prix et de la protection des consommateurs du cabinet fantôme
- Humphrey Atkins – Whip en chef de la chambre des communes du cabinet fantôme
- Lord St Aldwyn – Whip en chef de la chambre des lords du cabinet fantôme
- Michael Havers – Procureur général du cabinet fantôme

Changements
- Avril 1975: En raison de la maladie[3], Pym a été remplacé comme ministre de l'Agriculture de l'ombre par Michael Jopling[4].

## Remaniement en janvier 1976
Le 15 janvier 1976, Thatcher a remanié le cabinet fantôme. Pym est revenu en tant que ministre de l'Agriculture de l'ombre, remplaçant Jopling. George Younger a été remplacé par Gilmour à la Défense; Whitelaw, le leader adjoint, a ajouté le portefeuille des affaires intérieures de Gilmour à sa déconcentration. John Biffen a remplacé Jenkin au poste de secrétaire à l'énergie du cabinet fantôme, et Jenkin a pris la santé de Fowler, qui a été rétrogradé au poste de ministre fantôme des transports (qui ne faisait pas partie du cabinet fantôme et faisait partie de l'équipe de l'environnement),.
- Margaret Thatcher – Leader de la très loyale opposition de Sa Majesté et Leader du Parti conservateur
- William Whitelaw – Leader adjoint de l'opposition, Secrétaire d'État à l'Intérieur du cabinet fantôme et Ministre de l'ombre responsable de la Dévolution
- Keith Joseph – Ministre de l'ombre chargé de l'élaboration des politiques et de la recherche
- Quintin Hogg (baron Hailsham de St Marylebone) – Ministre sans portefeuille du cabinet fantôme
- Reginald Maudling – Secrétaire d'État aux Affaires étrangères et du Commonwealth du cabinet fantôme
- Geoffrey Howe – Chancelier de l'Échiquier du cabinet fantôme
- Ian Gilmour – Secrétaire d'État à la Défense du cabinet fantôme
- Peter Carington – Leader de l'Opposition à la Chambre des lords
- James Prior – Secrétaire d'État à l'emploi du cabinet fantôme
- Francis Pym – Ministre de l'Agriculture, de la Pêche et de l'Alimentation du cabinet fantôme
- John Biffen – Secrétaire d'État à l'Énergie du cabinet fantôme
- John Peyton – Leader fantôme de la Chambre des communes
- Norman St John-Stevas – Secrétaire d'État de l'Éducation et de la Science du cabinet fantôme
Ministre des Arts du cabinet fantôme
- Michael Heseltine – Secrétaire d'État à l'Énergie du cabinet fantôme
- Timothy Raison – Secrétaire d'État à l'Environnement du cabinet fantôme
- Alick Buchanan-Smith – Secrétaire d'État pour l'Écosse du cabinet fantôme
- Nicholas Edwards – Secrétaire d'État pour le Pays de Galles du cabinet fantôme
- Airey Neave – Secrétaire d'État pour l'Irlande du Nord du cabinet fantôme
- Patrick Jenkin – Secrétaire d'État à la santé et aux services sociaux du cabinet fantôme
- Sally Oppenheim – Secrétaire d'État chargée des prix et de la protection des consommateurs du cabinet fantôme
- Humphrey Atkins – Whip en chef de la chambre des communes du cabinet fantôme
- Michael Hicks Beach – Whip en chef de la chambre des lords du cabinet fantôme
- Michael Havers – Procureur général du cabinet fantôme

## Remaniement en novembre 1976
Le 19 novembre 1976, Thatcher a de nouveau remanié le cabinet fantôme. Maudling et remplacé par John Davies au poste de secrétaire fantôme aux Affaires étrangères. Raison a été remplacé à l'Environnement par Heseltine, qui a été remplacé au portefeuille de l'Industrie par Biffen. Il a été à son tour remplacé en tant que secrétaire à l'énergie de l'ombre par Tom King. Peyton et Pym changent de rôle (Leader fantôme de la Chambre pour l'agriculture), Pym prenant également la dévolution de Whitelaw,.
- Margaret Thatcher – Leader de la très loyale opposition de Sa Majesté et Leader du Parti conservateur
- William Whitelaw – Leader adjoint de l'opposition et Secrétaire d'État à l'Intérieur du cabinet fantôme
- Keith Joseph – Ministre de l'ombre chargé de l'élaboration des politiques et de la recherche
- Quintin Hogg (baron Hailsham de St Marylebone) – Ministre de l'ombre sans portefeuille
- John Davies – Secrétaire d'État aux Affaires étrangères et du Commonwealth du cabinet fantôme
- Geoffrey Howe – Chancelier de l'Échiquier du cabinet fantôme
- Ian Gilmour[1] – Secrétaire d'État à la Défense du cabinet fantôme
- Peter Carington – Leader de l'Opposition à la Chambre des lords
- James Prior – Secrétaire d'État à l'emploi du cabinet fantôme
- John Peyton – Ministre de l'Agriculture, de la Pêche et de l'Alimentation du cabinet fantôme
- Tom King – Secrétaire d'État à l'Énergie du cabinet fantôme
- Francis Pym – Leader fantôme de la Chambre des communes et Ministre de l'ombre responsable de la Dévolution
- Norman St John-Stevas – Secrétaire d'État de l'Éducation et de la Science du cabinet fantôme et Ministre des Arts du cabinet fantôme
- John Biffen – Secrétaire d'État à l'Énergie du cabinet fantôme
- Michael Heseltine – Secrétaire d'État à l'Environnement du cabinet fantôme
- Alick Buchanan-Smith – Secrétaire d'État pour l'Écosse du cabinet fantôme
- Nicholas Edwards – Secrétaire d'État pour le Pays de Galles du cabinet fantôme
- Airey Neave – Secrétaire d'État pour l'Irlande du Nord du cabinet fantôme
- Patrick Jenkin – Secrétaire d'État à la santé et aux services sociaux du cabinet fantôme
- Sally Oppenheim – Secrétaire d'État chargée des prix et de la protection des consommateurs du cabinet fantôme
- Humphrey Atkins – Whip en chef de la chambre des communes du cabinet fantôme
- Michael Hicks Beach – Whip en chef de la chambre des lords du cabinet fantôme
- Michael Havers – Procureur général du cabinet fantôme

remaniement
- 9 décembre 1976: Buchanan-Smith est limogé de son poste de secrétaire écossais fantôme pour ne pas avoir respecté la responsabilité collective en matière de politique de décentralisation et est remplacé par Teddy Taylor, qui avait été secrétaire au commerce fantôme[8].
- 17 janvier 1978: Michael Hicks Beach prend sa retraite en tant que whip en chef conservateur et est remplacé par Bertram Bowyer[9].
- Novembre 1978: Le 6 novembre, John Davies se retire de la vie publique après avoir été diagnostiqué avec une tumeur au cerveau. Pym est sollicité pour le remplacer et se voit attribuer plus tard le poste de secrétaire aux Affaires étrangères fantôme à plein temps[10]. St John-Stevas remplace le leader de l'Ombre de la Chambre[11],[12], et Mark Carlisle a remplacé ce dernier en tant que Secrétaire d'Éducation de l'Ombre[13].
- 30 Mars 1979: Le secrétaire de l'ombre pour l'Irlande du Nord, Airey Neave est tué dans un attentat à la voiture piégée perpétré par l'Irish National Liberation Army, un peu plus d'une semaine avant la dissolution du Parlement avant les Élections générales de 1979.